# Sakaki
Sakaki (tiếng Nhật: 榊, tên khoa học Cleyera japonica) là một loài thực vật có hoa trong họ Pentaphylacaceae. Loài này được Thunb. mô tả khoa học đầu tiên năm 1783.

## Hình ảnh

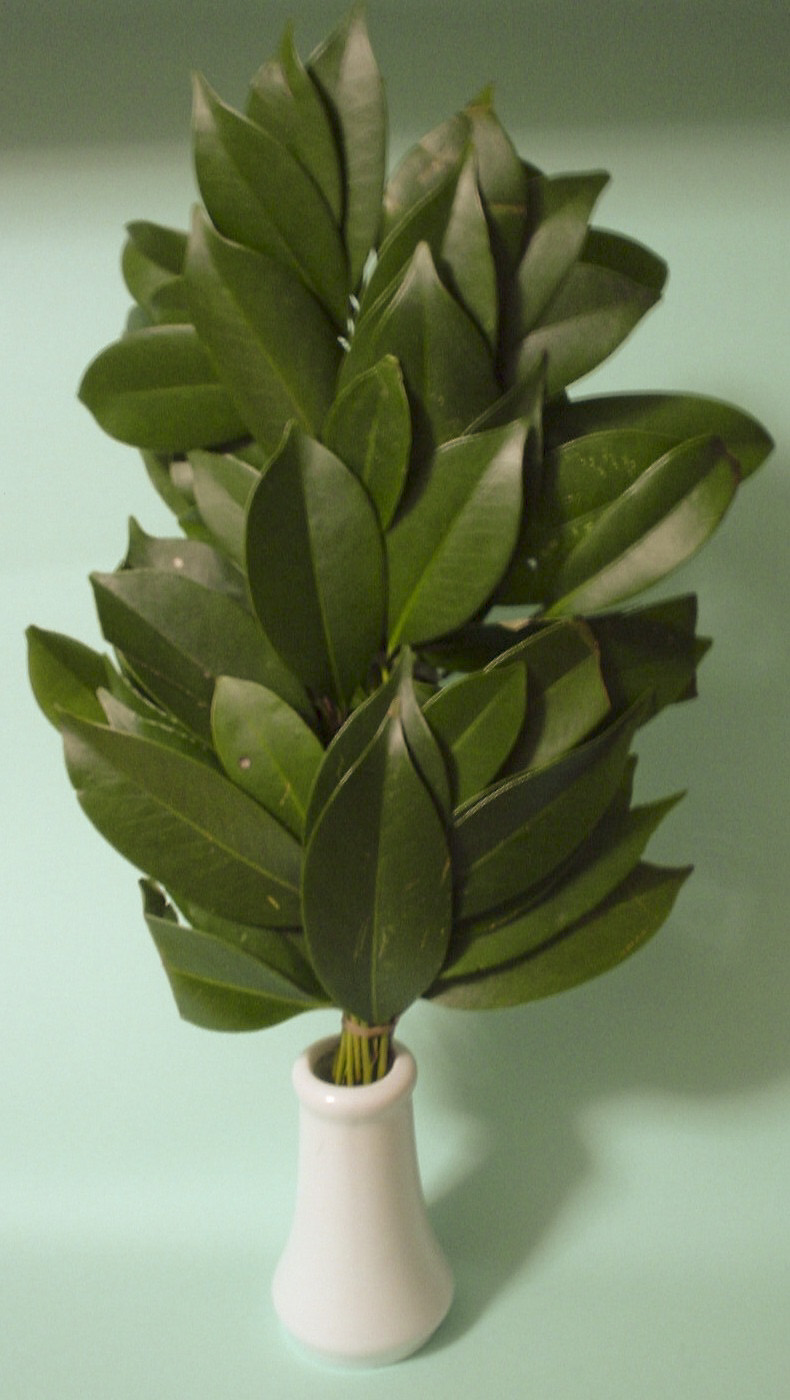
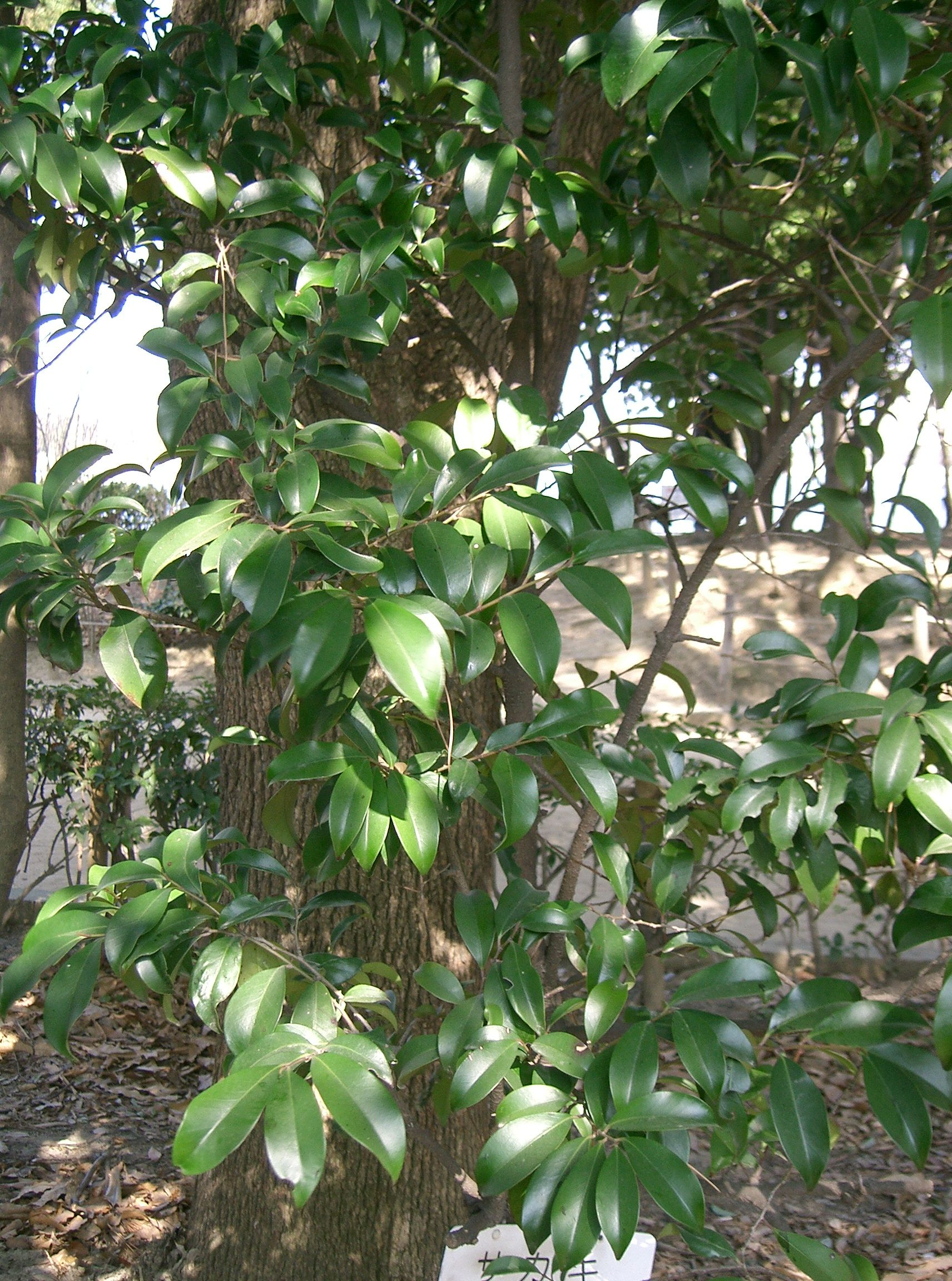
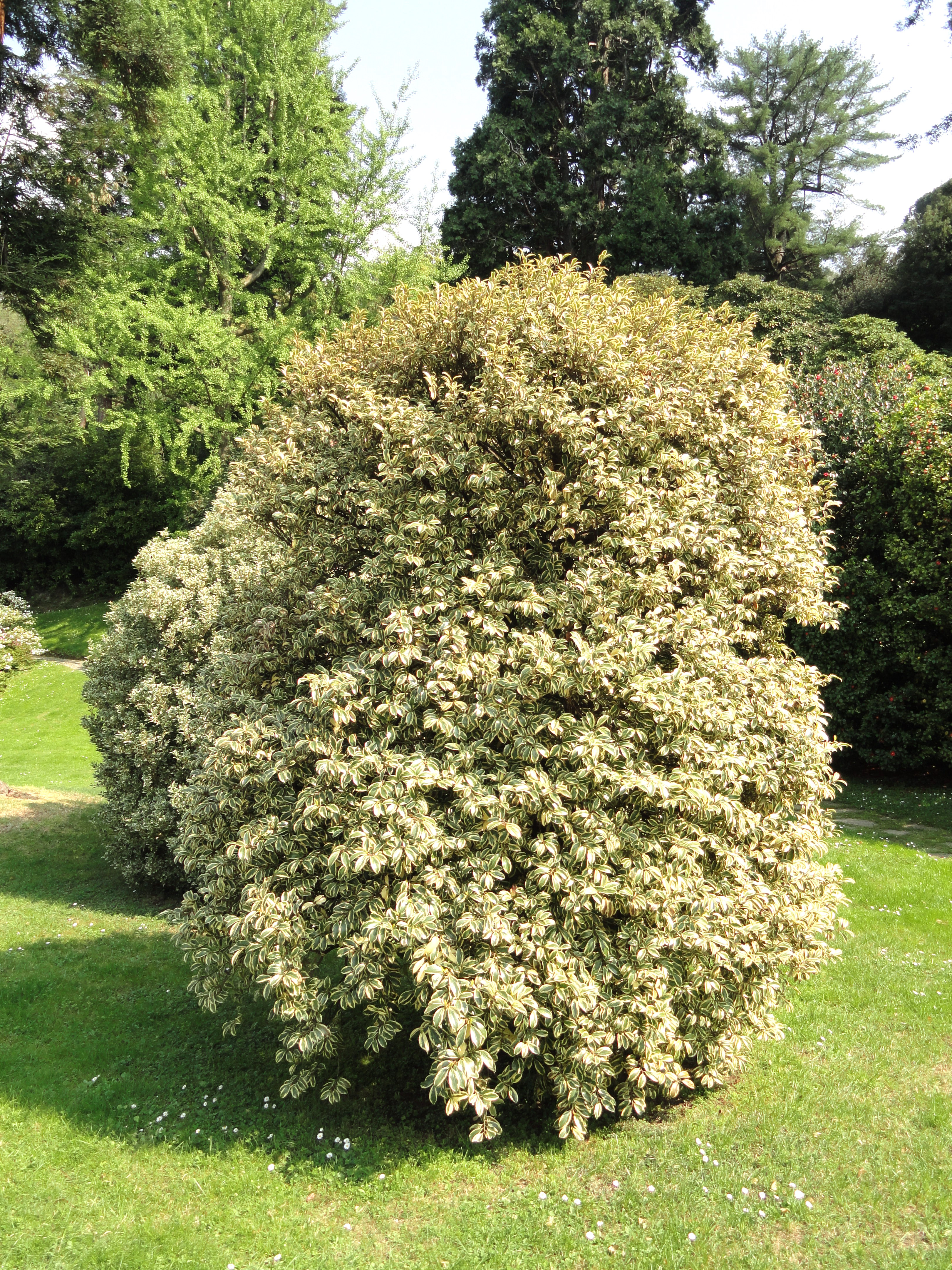
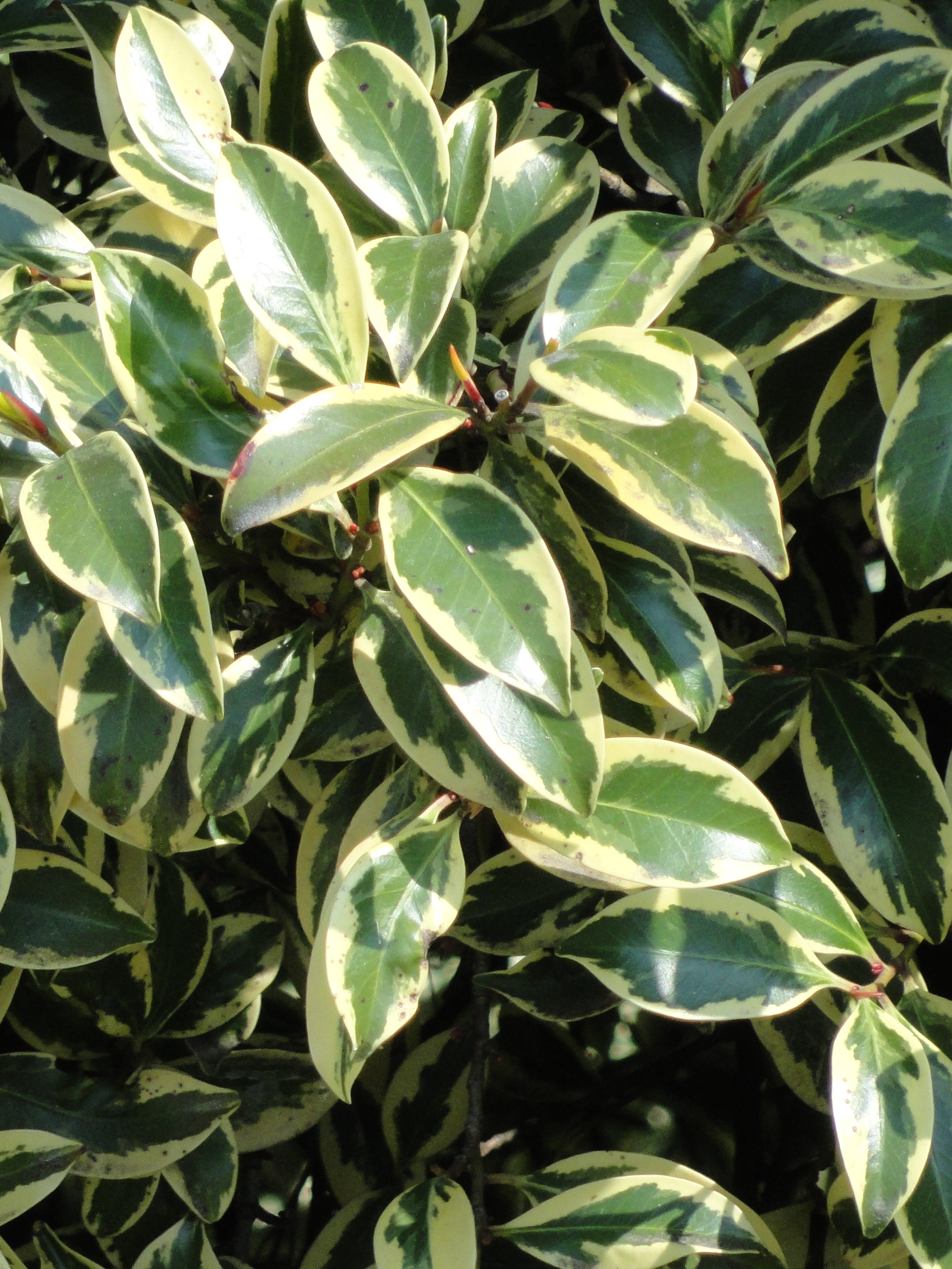